# توپخانه راکتی

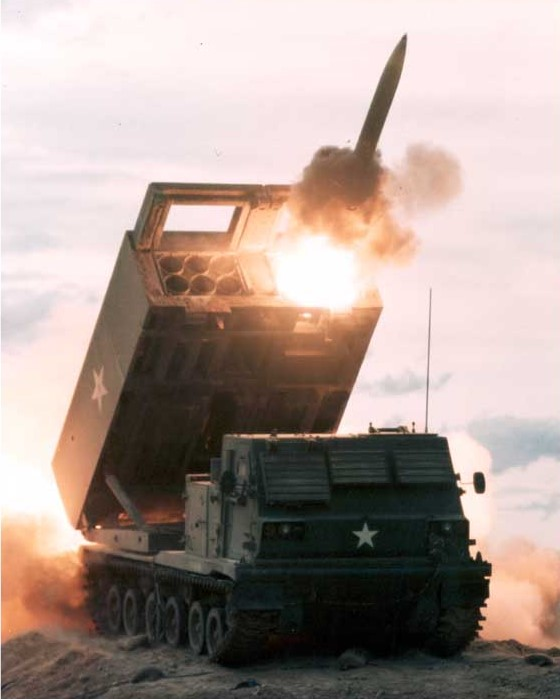
راکت‌انداز چندگانه ام۲۷۰

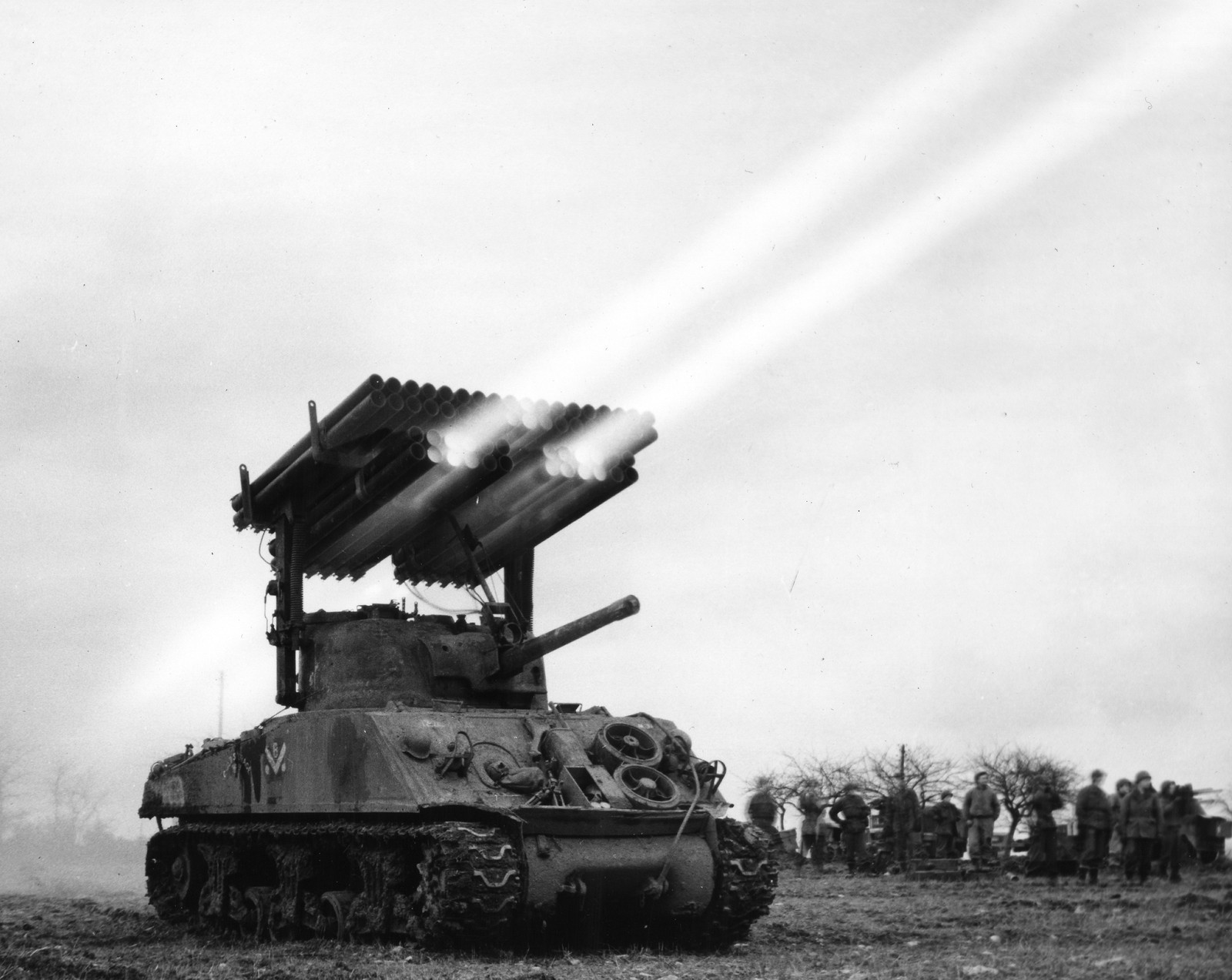
شلیک راکت با استفاده از یک مدل تانک ام۴ شرمن ارتش آمریکا در جنگ جهانی دوم

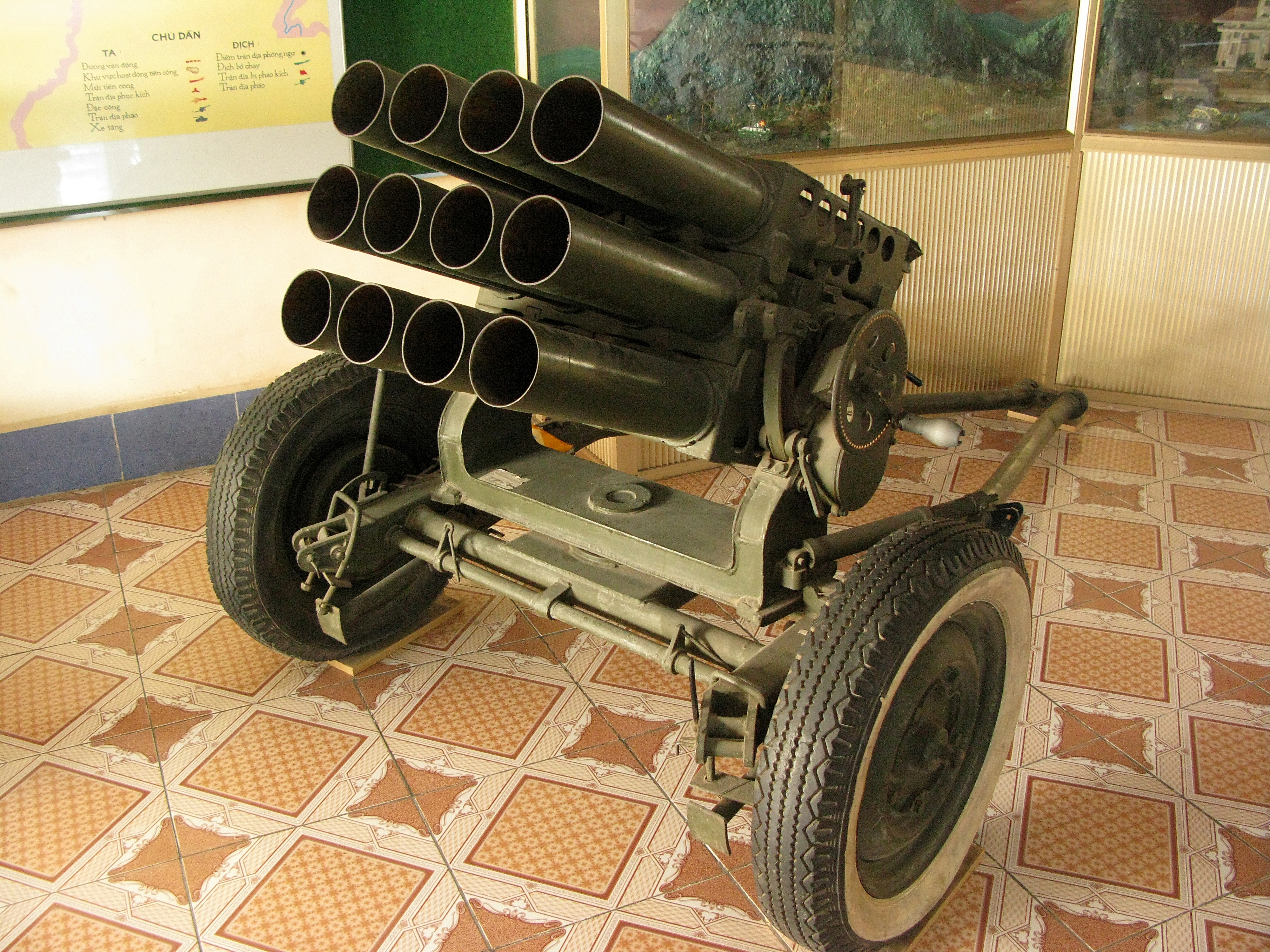
راکت‌انداز ۱۰۷ میلی‌متری چینی تایپ-۶۳ از انواع سبک و رایج راکت‌اندازها

توپخانه راکتی به توپخانه‌ای گفته می‌شود که به جای توپ‌های جنگی و خمپاره‌ها به راکت‌انداز و راکت مسلح است. راکت‌های توپخانه راکتی معمولاً با استفاده از راکت‌اندازهای چندتایی نصب‌شده بر روی خودروها به سوی دشمن شلیک می‌شوند.

بیشتر تاریخ‌دانان معتقدند انواع ابتدایی راکت‌ها در قرون وسطی در چین اختراع شده‌است. گزارش‌های متعددی از کاربرد تیرهای آتشین و بمب‌هایی در چین نقل شده که از آن نتیجه گرفته می‌شود چینی‌ها باروت را کشف کرده و توانسته بودند از آن برای ساخت مواد منفجره و تأمین نیروی پیشرانه راکت‌ها استفاده کنند. سپس مغول‌ها، عرب‌ها و اروپایی‌ها نیز با آن آشنا شدند. اما راکت‌های توپخانه‌ای مدرن نخستین بار در جنگ جهانی دوم به خدمت گرفته شدند. راکت‌های کاتیوشا که شوروی ساخته شد شهرت زیادی در این جنگ به دست آوردند.

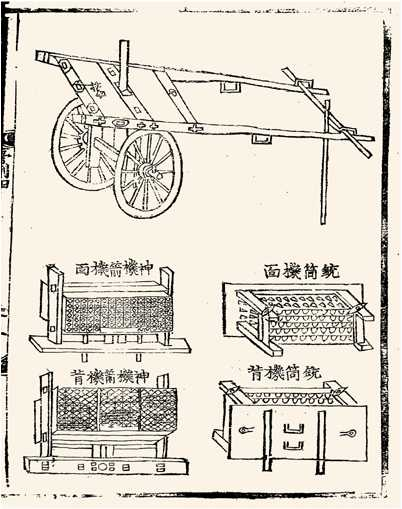
طرحی از یک راکت‌انداز ابتدایی کره‌ای در حدود ۱۵۰۰ میلادی